# Josef Schleinkofer
Josef Schleinkofer est un boxeur allemand né le 19 mars 1910 à Munich et mort le 30 novembre 1983.

## Carrière
Affilié au TSV 1860 München, il remporte la médaille d'argent aux Jeux de Los Angeles en 1932 dans la catégorie poids plumes. Après avoir battu John Keller et Gaspar Alessandri, Schleinkofer s'incline en finale contre l'argentin Carmelo Robledo. Il passe professionnel en 1935 mais ne combat qu'à quatre reprises pour un faible bilan d'une seule victoire contre une défaite et deux matchs nuls.

## Palmarès

### Jeux olympiques
- Jeux olympiques de 1932 à Los Angeles[2] (poids plumes)